# 주하이 국가 첨단 기술 산업 개발구
주하이 국가 첨단 기술 산업 개발구(주해 국가 첨단 기술 산업 개발구, 중국어 간체자: 珠海国家高新技术产业开发区, 정체자: 珠海國家高新技術產業開發區)는 중화인민공화국 광둥성 주하이 시에 있는 국가 첨단 기술 산업 개발구이다. 1992년 12월 중국 국무원의 비준을 계기로 신설되었으며 주하이 시 정부가 관할한다.